# Да здравствует царица
«Да здравствует царица» (англ. Long Live the Queen) — десятый эпизод третьего сезона американского мультсериала «Легенда о Корре».

## Сюжет
Корру везут к Царице Земли. Она предупреждает о Захире и его банде, но её не слушают. Красный лотос тем временем приближается к Ба-Синг-Се, держа в плену Мако и Болина. Асами удаётся выбраться из заключения, и она готовится вытаскивать Корру. Банда Захира прибывает к царице и шантажирует отдать Аватара, когда её доставят. Захир угрожает рассказать об инциденте всему миру, отчего у царицы будут проблемы, и она соглашается отдать им Корру. Мако и Болина бросают в тюрьму, а Красный лотос ожидает прибытия Аватара в приёмной комнате. Асами вырубает охранника и спасает Корру. Они идут в кабину управления, и в ходе потасовки дирижабль падает. Капитан успел сообщить об этом по рации и ругается с Коррой после аварии. Они замечают поблизости духов и решают работать вместе, чтобы починить дирижабль.
Мако просит Болина использовать магию металла, чтобы выбраться из камеры, но у того не получается. Лин находит вездеход Корры и встречает Нагу. Она назначает Тонраку встречу в оазисе Туманные пальмы. Группе удаётся починить дирижабль, но судно сжирает чудище. Тогда они решают построить корабль с парусом, на которых передвигаются маги песка. Захир подслушивает разговор агента Дай Ли с царицей и узнаёт, что Аватара уже могут и не доставить к правительнице. Он рассказывает об этом банде, и они врываются в тронный зал. Красный лотос одолевает агентов Дай Ли, и Захир лишает Царицу Земли воздуха, свергая её. Затем они идут в радиорубку и сообщают об этом всему городу. Газан уничтожает стену города магией лавы. Захир освобождает всех заключённых и говорит с Мако и Болином. Корре и остальным удаётся сделать парусник и оторваться от монстра. Аватар и Асами прощаются с группой и видят Нагу. Они идут в закусочную, где сидят Лин, Тонрак и Лорд Огня Зуко. По радио сообщается о свержении Царицы Земли.

## Отзывы

Динамика оценок IGN к эпизодам 3 сезона мультсериала

Макс Николсон из IGN поставил эпизоду оценку 8,9 из 10 и написал, что «„Да здравствует царица“ преподнёс несколько сюрпризов, не последним из которых было то, что Захир высосал жизнь из царицы Хоу-Тинг и дал жителям Ба-Синг-Се свободу управления городом». Оливер Сава из The A.V. Club дал серии оценку «A» и отметил, что «был шокирован убийством Царицы Земли в жестокой сцене, которая показывает, насколько сильно вырос этот мир со времён „Аватара“».
Майкл Маммано из Den of Geek вручил эпизоду 3 звезды из 5 и написал, что «самым ярким событием этой серии» для него «стало возвращение Тонрака и Зуко». Дэвид Гриффин из Screen Rant отметил, что «„Да здравствует царица“ продемонстрировал, насколько мрачным хочет стать этот сериал и что именно стоит на кону по мере приближения последних трёх эпизодов».
Главный редактор The Filtered Lens, Мэтт Доэрти, поставил серии оценку «A» и написал, что это был «один из самых сбалансированных эпизодов мультсериала». Мордикай Кнод из Tor.com посчитал, что «„Легенда о Корре“ продолжает оставаться потрясающей». Мэтт Пэтчес из ScreenCrush назвал серию «одним из самых жёстких эпизодов Книги Третьей».